# Centropogon oligotrichus
Centropogon oligotrichus är en klockväxtart som beskrevs av Franz Elfried Wimmer. Centropogon oligotrichus ingår i släktet Centropogon och familjen klockväxter. Inga underarter finns listade i Catalogue of Life.